# Marta de Mesquita da Câmara
Marta de Mesquita da Câmara (Porto, 24 de Agosto de 1895 — Porto, 20 de Novembro de 1980), com o nome também grafado Martha de Mesquita da Câmara, foi uma professora, poetisa, jornalista e autora de literatura infantil. Também usava o pseudónimo de Tia Madalena.

## Biografia
Marta de Mesquita da Câmara teve ascendência açoriana, pois foi filha do escritor e publicista Teotónio Simão da Câmara Lima, e a sua mãe era tia do escritor e jornalista Alfredo de Mesquita.
Publicou em 1924 o livro de versos Triste, que teve grande aceitação junto da crítica, consagrando-a como poetisa. As obras que se seguiram afirmaram essa reputação, merecendo de Jaime Cortesão o elogio de terem lugar entre a melhor poesia portuguesa pela elevação do sentimento e vigor da forma louvando-lhe o sentimentalismo contido e a depuração formal. Também João Gaspar Simões a coloca entre as principais poetisas portuguesas, comparando-a a Florbela Espanca. Foi também distinguida por José Régio na sua acção de crítica literária.
Publicou em 1940 a obra Conte uma história, um conjunto de contos, poesias e fábulas destinadas ao público infanto-juvenil. Neste mesmo género literário manteve uma secção permanente no jornal O Primeiro de Janeiro e colaborou com diversos outros periódicos, assinando com o pseudónimo Tia Madalena. Também foi tradutora de autores de literatura infantil.
Pertenceu aos corpos directivos da Associação dos Jornalistas e Homens de Letras do Porto.
A obra poética de Marta de Mesquita da Câmara foi reunida em Poesias Completas, saída a público em 1960. Conhecem-se, contudo, criações posteriores publicadas em periódicos.

## Obras[3]

### Obras impressas
- Arco-Íris, 1925
- Pó do teu caminho…, Lisboa, Edição da "Seara Nova", 1926.
- Relicário
- Triste, 1924.
- Triste: versos (2.ª edição aumentada de muitas poesias inéditas), Porto, Tavares Martins, 1934.
- Conte uma história (contos infantis), Porto, 1940.
- Poemas, Porto, ed. "O Primeiro de Janeiro", 1952.
- Era uma vez… (1.ª edição), Porto, Liv. Figueirinhas, 1954.
- Era uma vez… (2.ª edição), Porto, Liv. Figueirinhas, 1957.
- Poesias Completas, Porto, 1960.
- Recreio (contos) Porto, Figueirinhas, 1960.
- Canteiro dos meus amores (contos), Porto, Figueirinhas, 1958.
- Canteiro dos meus amores (contos infantis), Porto, Liv. Figueirinhas, 1962.

### Colaboração em publicações periódicas
- O Século
- Diário de Notícias
- O Primeiro de Janeiro
- Mulheres do Norte
- Mensário de Arte e Literatura

## Efemérides
Marta de Mesquita da Câmara é lembrada na toponímia de uma rua na Foz do Douro.